# Søren Bølle
Søren Jensen Bølle, född 1714 i Østerbølle på Jylland, död på 1780-talet i Altona, var en dansk teolog och församlingsgrundare. 
1734 tog han studentexamen vid Aarhus Katedralskole och började studera teologi i Köpenhamn. Där kom han i kontakt med pietister och herrnhutare och genomgick en personlig omvändelse.
1737 reste Bølle till Tyskland där han mötte anabaptister i Krefeld och Elias Eller i Elberfeld.
Därefter reste han till Drammen där han arbetade som bonde och var aktiv i den lokala brödraförsamlingen.
1740 avslutade Bølle sina teologiska studier i Köpenhamn och återvände till Drammen. Där döpte han 1742 ett antal människor i Drammenselva, något som väckte stor uppmärksamhet och publicitet.   
Samma år gifte han sig privat med prästdottern Anniken Wulfsberg i ett äktenskap som inte godkändes av statskyrkan.Deras barn kom inte heller att döpas i statskyrkan. Bølle kom även att begrava ett par personer i en trädgård tillhörande en av de troende.
Bølle och hans anhängare bildade en fri församling som man kallade “Nya Zion”. Medlemmarna kom därför också att kallas zioniter. 
Bølle utnämndes till apostel. Andra tjänster i församlingen var tillsyningsmän, medtjänare, värdar, värdinnor, profeter och profetissor. 
Rörelsen spred sig snabbt på Østlandet, bland annat till Kongsberg och Asker. Sommaren 1742 arresterades Søren Bølle och tre andra zionitledare (Johannes Halvorsen, Niels Marcussen och Jørgen Kleinow) och dömdes för brott mot statskyrkans religionsmonopol. De fick välja att förvisas till någon av de tre dåvarande danska fristäderna för religiösa separatister: Fredericia, Frederiksstad (Schleswig) eller Altona (Holstein). Bølle valde den sistnämnda staden.
I slutet av 1743 återvände han till Drammen för att övertyga församlingsmedlemmarna att följa hans exempel. Myndigheterna utvisade honom åter i maj 1744 men 48 norska anhängare följde honom snart till Altona. Där införde myndigheterna dock omgående (1745) en förordning som i praktiken omöjliggjorde all zionitisk församlingsverksamhet. 1747 återvände en del av församlingen till Norge medan andra anslöt sig till mennoniterna i Altona.
Bølle ska ha dött  under fattiga omständigheter.